# Chris Argyris
 (mars 2019).
Si vous disposez d'ouvrages ou d'articles de référence ou si vous connaissez des sites web de qualité traitant du thème abordé ici, merci de compléter l'article en donnant les références utiles à sa vérifiabilité et en les liant à la section « Notes et références ».
Chris Argyris (né le 16 juillet 1923 à Newark et mort le 16 novembre 2013), est un universitaire et chercheur en sciences sociales  américain, théoricien des organisations.
Il est professeur à l’université Harvard après avoir enseigné pendant vingt ans à université Yale où une chaire porte maintenant son nom. Il est connu pour ses théories de l'apprentissage et ses apports à la théorie de la connaissance tacite.

## Travaux
Les premières recherches de Chris Argyris explorent l'influence des structures organisationnelles formelles et systèmes de contrôle et de management sur les individus, ainsi que la façon dont ces derniers y réagissent ou s'y adaptent. Ces recherches ont donné lieu à la publication de deux livres, Personality and Organization (1957) et Integrating the Individual and the Organization (1964).
Il s'intéresse ensuite aux changements organisationnels  en explorant en particulier le comportement des dirigeants dans les organisations (Interpersonal Competence and Organizational Effectiveness (1962) ; Organization and Innovation (1965).
Il mène ensuite des recherches sur le rôle du chercheur en sciences sociales, à la fois en tant que chercheur et acteur (Intervention Theory and Method, 1970 ; Inner Contradictions of Rigorous Research, 1980 et Action Science, 1985 - avec Robert Putnam et Diana McLain Smith).
Son quatrième domaine de recherche et théorisation majeur — élaboré principalement en collaboration avec Donald Schön – est l'apprentissage individuel et de l’organisation et la question de savoir jusqu’à quel point le raisonnement humain, et non uniquement le comportement, peut devenir le fondement du diagnostic et de l'action (Theory in Practice, 1974 ; Organizational Learning, 1978 ; Organizational Learning II, 1996, avec Donald Schön). Il a aussi développé cette pensée dans Overcoming Organizational Defenses, 1990 et Knowledge for Action, 1993.

## Action Science
Action Science, coécrit avec Robert W. Putnam et Diana McLain Smith, préconise une approche de la recherche qui se concentre sur la production de connaissance qui est utile pour résoudre des problèmes pratiques.
Argyris y définit deux concepts :
- Apprentissage en double boucle : situation dans laquelle un individu, une organisation ou entité est en mesure, après avoir tenté d'atteindre un objectif à plusieurs reprises, de modifier l'objectif à la lumière de l'expérience ou peut-être même rejeter l'objectif.
- Apprentissage en boucle simple :  situation de répétitions de tentatives identiques pour résoudre un même problème, sans variation de la méthode et sans jamais remettre en cause l'objectif.

L’étude du comportement humain en situation de difficulté est à la base du concept de la « science de l’action » développé par Chris Argyris. Selon lui, les actions humaines sont conçues pour atteindre des conséquences prévues et régies par un ensemble de variables extérieures. Les boucles d'apprentissage unique et double diffèrent principalement dans le traitement de ces variables extérieures lors de la conception des actions. Lorsque des actions sont conçues dans un but précis et visent à s’affranchir des contraintes des variables extérieures, un cycle d’apprentissage à simple boucle est nécessaire. Toutefois, lorsque des actions sont engagées, non seulement pour atteindre des effets spécifiques, mais aussi pour en savoir davantage sur les conflits existants et éventuellement transformer les variables extérieures, on attend indifféremment des cycles d’apprentissages à boucle simple ou double.
Argyris applique les concepts de boucle d’apprentissage simple ou double non seulement aux comportements individuels, mais aussi à des comportements d’organisation.

## Publications
- Personality and Organization, 1957
- Intervention Theory and Method, Reading (MA), Addison-Wesley, 1970.
- Inner Contradictions of Rigorous Research,  San Diego, Academic Press, 1980.
- « Some Limitations of the Case Method: Experiences in a Management Development Program », Academy of Management Review 5(2): 291–298, 1980
- « Education for Leading-Learning », Organizational Dynamics, 21(3): 5–17, 1993
- Knowledge for Action. A Guide to Overcoming Barriers to Organizational Change, Jossey-Bass Wiley, 1993  (ISBN 1-55542-519-4)
- Knowledge for Action.  San Francisco, Jossey-Bass, 1994.
- avec Donald A. Schön :
  - Organizational Learning II, Addison-Wesley, 1996,  (ISBN 0-201-62983-6)
  - Die lernende Organisation, 2. Auflage, Klett-Cotta 2002,  (ISBN 3-608-91890-6)
- Wissen in Aktion. Eine Fallstudie zur lernenden Organisation., Klett-Cotta 1997,  (ISBN 3-608-91838-8)